# Lo Nuestro 2004
 (juillet 2024).
La mise en forme du texte ne suit pas les recommandations de Wikipédia : il faut le « wikifier ».
Les points d'amélioration suivants sont les cas les plus fréquents. Le détail des points à revoir est peut-être précisé sur la page de discussion.
- Les titres sont pré-formatés par le logiciel. Ils ne sont ni en capitales, ni en gras.
- Le texte ne doit pas être écrit en capitales (les noms de famille non plus), ni en gras, ni en italique, ni en « petit »…
- Le gras n'est utilisé que pour surligner le titre de l'article dans l'introduction, une seule fois.
- L'italique est rarement utilisé : mots en langue étrangère, titres d'œuvres, noms de bateaux, etc.
- Les citations ne sont pas en italique mais en corps de texte normal. Elles sont entourées par des guillemets français : « et ».
- Les listes à puces sont à éviter, des paragraphes rédigés étant largement préférés. Les tableaux sont à réserver à la présentation de données structurées (résultats, etc.).
- Les appels de note de bas de page (petits chiffres en exposant, introduits par l'outil «  Source ») sont à placer entre la fin de phrase et le point final[comme ça].
- Les liens internes (vers d'autres articles de Wikipédia) sont à choisir avec parcimonie. Créez des liens vers des articles approfondissant le sujet. Les termes génériques sans rapport avec le sujet sont à éviter, ainsi que les répétitions de liens vers un même terme.
- Les liens externes sont à placer uniquement dans une section « Liens externes », à la fin de l'article. Ces liens sont à choisir avec parcimonie suivant les règles définies. Si un lien sert de source à l'article, son insertion dans le texte est à faire par les notes de bas de page.
- La présentation des références doit suivre les conventions bibliographiques. Il est recommandé d'utiliser les modèles {{Ouvrage}}, {{Chapitre}}, {{Article}}, {{Lien web}} et/ou {{Bibliographie}}. Le mode d'édition visuel peut mettre en forme automatiquement les références.
- Insérer une infobox (cadre d'informations à droite) n'est pas obligatoire pour parachever la mise en page.

Pour une aide détaillée, merci de consulter Aide:Wikification.
Si vous pensez que ces points ont été résolus, vous pouvez retirer ce bandeau et améliorer la mise en forme d'un autre article.
Vainqueurs du prix Lo Nuestro 2004 :

## Pop
- Album de l'année (interprète) : Santo Pecado, Ricardo Arjona
- Meilleur artiste masculin : Juanes
- Meilleure artiste féminine : Shakira
- Meilleur groupe ou duo : Sin Bandera
- Meilleure révélation de l'année : David Bisbal
- Chanson de l'année (interprète) : Mariposa Traicionera, Mana

## Rock
- Meilleur album (interprète) : Libertad, La Ley
- Meilleur interprète : Jaguares
- Meilleure révélation de l'année : Alessandra

## Tropical
- Meilleur album (interprète) : A Puro Fuego, Olga Tanon
- Meilleur artiste masculin : Marc Anthony
- Meilleure artiste féminine : Celia Cruz
- Meilleur groupe ou duo : Bacilos
- Meilleure révélation : Son de Cali
- Meilleure chanson (interprète) : Barco a La Deriva, Marc Anthony
- Meilleure interprétation (Merengue): Olga Tanon
- Meilleure interprétation (Salsa) : Marc Anthony
- Meilleure interprétation (Traditionnel) : Monchy y Alexandra

## Mexique
- Meilleur album (interprète) : Tu Amor o Tu Desprecio, Marco Antonio Solís
- Meilleur artiste masculin : Marco Antonio Solís
- Meilleur artiste féminin : Jennifer Pena
- Meilleur groupe ou duo : Kumbia Kings / Juan Gabriel / El Gran Silencio
- Meilleur révélation : La Onda
- Chanson de l'année (interprète) : No Tengo Dinero, Kumbia Kings / Juan Gabriel / El Gran Silencio
- Meilleure interprétation (tejano): La Onda Palominos
- Meilleure interprétation (Groupe) : Los Temerarios
- Meilleure interprétation (Ranchera) : Pepe Aguilar
- Meilleure interprétation (Banda) : Joan Sebastian
- Meilleure interprétation (Norteño) : Intocable

## Urban
- Meilleur Album (interprète) : De Fiesta, El General
- Meilleure interprétation : El General

## Vidéo-clipde l'année
- Chanson, Artiste, Directeur : Bonito, Jarabe de Palo, Andre Cruz
- Photographie : Juanes, Picky Talarico